# كمية سلمية

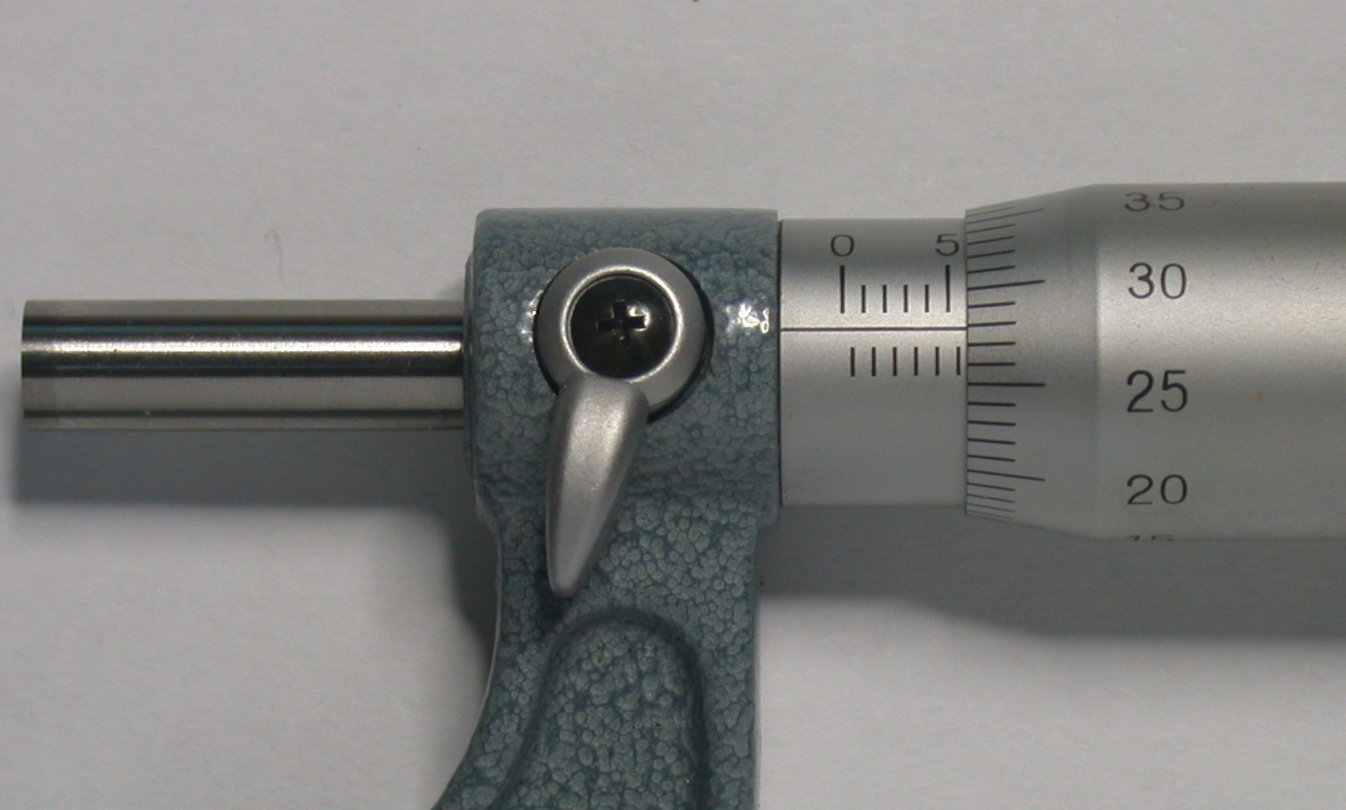

الكمية السُّلميَّة في الفيزياء، هي كمية فيزيائية لا تتغير بدوران أو تحويل جملة الإحداثيات (في الميكانيكا النيوتنية)، أو في تحويلات لورينتز، أو بتحول الزمن-المسافة (في النظرية النسبية). وهي كمية مناقضة للمتجهات.